# 蒼き狼 〜地果て海尽きるまで〜
『蒼き狼 地果て海尽きるまで』（あおきおおかみ ちはてうみつきるまで）は、2007年3月公開の日本とモンゴルの合作映画。「モンゴル建国800年記念作品」および「角川春樹事務所創立10周年記念作品」として、森村誠一著の『地果て海尽きるまで 小説チンギス汗』（ハルキ文庫）を映画化。モンゴルの英雄チンギス・ハーンの生涯を描く。
チンギス・ハーンの生い立ちからモンゴル統一までの過酷な人生を描いている。

## キャスト
- 反町隆史 - テムジン/チンギス・ハーン
- 菊川怜 - ボルテ
- 若村麻由美 - ホエルン
- 袴田吉彦 - ハサル
- Ara（新人） - クラン
- 野村祐人 - ボオルチュ
- 松山ケンイチ - ジュチ
- 平山祐介 - ジャムカ
- 池松壮亮 - テムジンの少年時代
- 武石愛未 - ボルテの少女時代
- 成田浬 - ベルグダイ
- 野呂拓哉 - チラウン
- 荒木貴裕 - チンベ
- 唐渡亮 - イェケ・チレド
- 遠藤カチヲ - トドエン・ギルテ
- 苅谷俊介 - チャラカ
- 下宮里穂子 - テムルン
- 志村東吾 - ムンリク
- 山崎将平 - ベクテル
- 今井和子 - コアクチン
- 保阪尚希 - イェスゲイ・バートル
- 榎木孝明 - デイ・セチェン
- 津川雅彦 - ケクチュ
- 松方弘樹 - トオリル・カン
- 神保悟志 - タルグタイ
- 大林丈史 - 商隊長

## テーマ曲

### 主題歌
日本版
- mink「Innocent Blue 〜地果て海尽きるまで〜」

海外公開版
- mink「BLESSING OF LOVE」

### 挿入歌
- mink「蒼き狼」

## スタッフ
- 製作委員会メンバー：角川春樹事務所、エイベックス・エンタテインメント、松竹、フィールズ、TOKYO FM、JFN、読売新聞、Yahoo! JAPAN、ティー・アンド・エム、エイチ・アイ・エス、日本航空、創芸、スマート・エックス、ハーティス、幻戯書房
- 製作者：千葉龍平
- プロデューサー：岡田裕、徳留義明、大杉明彦、海老原実
- 製作総指揮：角川春樹
- 監督：澤井信一郎、原田徹（B－ユニット）
- 原作：森村誠一『地果て海尽きるまで 小説チンギス汗（上・下）』（ハルキ文庫）
- 脚本：中島丈博、丸山昇一
- 撮影監督：前田米造
- 撮影：小川洋一、近藤健一（B－ユニット）
- 音楽：岩代太郎
- 宣伝プロデューサー：佐藤浩輝

## 企画
製作総指揮の角川春樹は、1970年代後半から、カリスマとシャーマニズムを併せ持つチンギス・ハーンの映画を製作したいと考えていた。まだ社会主義国家だったモンゴル人民共和国へ、ソ連のモスクワを経由して企画の糸口を探ったが、当時はチンギス・ハーンはタブー扱いで、話題にすることも許されなかったため、何もできずに帰国し、映画監督のベルナルド・ベルトルッチやセルジオ・レオーネ、英国プロデューサーのデビッド・パットナムに監督やプロデュースを打診するも、実現はせずに企画は断念された。『男たちの大和/YAMATO』の製作が終わった2005年に本作の企画が持ち込まれ、角川はソ連崩壊後のモンゴル国へ渡航、企画を持ち込んだ人物の斡旋で、大統領に就任直後のナンバリーン・エンフバヤルと面会した。モンゴル政府からの全面協力は得られなかったが、元駐日大使だったソドブジャムツ・フレルバータルが、アジア局長という立場で協力を申し出、製作が行われることになった。『男たちの大和/YAMATO』のヒットで製作委員会への出資はすんなり集まり、角川春樹事務所を始め、松竹やエイベックスが幹事を務めた。

## 製作
角川はモンゴル建国800周年となる2006年に公開させようと考えたが、各国の思い描くチンギス・ハーン像が異なることを考慮して、本作は合作ではあるが、日本映画として製作された。脚本を担当した中島丈博と丸山昇一には、チンギス・ハーンの母親であるホエルンの視点で物語を進め、当時は戦利品扱いだった女性の尊厳を、どのように取り戻して行くかをテーマとした。一方でチンギス・ハーンは、英雄でも侵略者もない1人の人間としての苦悩や煩悶を描く事とした。また本作の主題は家族劇と考えて、澤井信一郎を監督に起用し、戦闘と家族ドラマの融合を要望した。結局、2006年の公開には間に合わなかったが、「モンゴル建国800年記念作品」として公開された。

## 撮影
- 即位式ではモンゴルの警察騎馬隊[3]を含む2万7千人[5]のエキストラが集まった。モンゴルでの撮影は3カ月に及んだ[5]。

## 興行・評価
制作費30億円を投じ、10億円の宣伝費と邦画で最大級の全国400館以上の上映公開を敢行した大作であったが、興行収入（映画館売上であり、製作会社に渡るのはその数分の一である）は13.9億円に留まる厳しい結果であった。
2007年、日本の最低映画を決める文春きいちご賞で1位を獲得した。理由はモンゴル人を日本人が演じるのに無理があり、興行成績も芳しくないことから。また、スポーツ報知主催の蛇いちご賞でも作品賞の他、菊川怜が女優賞、Araが新人賞を受賞している。
本作は世界60カ国での上映を予定され、香港では上映された。
角川春樹にとって本作は、初めて製作費を回収できなかった映画となった。角川は「映画から離れていた5年間に、これほど観客の質や求めるものが変わったとは思いもよらなかった」と語った上で、不入りの原因を、チンギス・ハーンが現在の日本人にとって馴染みの薄い人物になっていた事、上記のように日本人がモンゴル人を日本語で演じた事、観客がスペクタルや重圧なテーマを避けて映画をテレビの延長線上で見るようになっていた事、などを挙げている。

## 漫画化作品
映画公開と同時期の2007年3月2日から翌2008年2月1日までウェブコミック誌『FlexComixブラッド』で連載された。作画は日暮央。単行本は全1巻。
- ISBN 9784797344899